# Beatriu de Llúria i Lancia
Beatriu de Llúria –o de Lloria– (Itàlia, aprox. 1275 — València?, 1334) fou baronessa de Cocentaina i senyora d'altres feus dels Lloria.
Filla de Roger de Llúria i Margarida Lancia, fou educada a València, on s'havia traslladat vers el 1291. Es casà amb Jaume de Xèrica i Álvarez de Azagra, segon senyor de la baronia de Xèrica (1298), de Begís, Llíria, Andilla i Altura, i alferes major d'Aragó i portabandera reial. Va ser mare, almenys, de Jaume de Xèrica i de Lloria, Pere de Xèrica i de Lloria, Beatriu de Xèrica i d'Arborea i Alfons Roger de Llúria, que adoptà primer el cognom de la mare.
En quedar vídua, el 1321, actuà com a senyora usufructuària de Xèrica, i tingué diferències amb el seu fill Jaume, que li ocupà els llocs d'Eslida, Xelva i altres, fins que el rei ordenà una divisió de bens entre ella i tots els fills (1327): Jaume tindria Xèrica i li restituiria tot el que li havia pres. Com a hereva del seu germà Berenguer, fou senyora de la baronia de Cocentaina, que deixà al seu fill Alfons Roger de Llúria. Testà a València el 1334.